# Collerette (costume)
Pour les articles homonymes, voir collerette.
La collerette désigne la pièce de tissu froncée ou plissée, placée au bord de l'encolure et entourant le cou qui apparaît à la Renaissance.
C'est un élément de la mode emblématique de la fin de la Renaissance. Elle apparaît dans la seconde moitié du XVIe siècle et se porte jusqu'au début du XVIIe siècle. Son succès touche toute l'Europe ; elle est portée à la fois par les femmes et par les hommes, les adultes et les enfants, les classes nobles et populaires. Pendant presque un siècle, elle présente une grande variété de forme, évoluant dans le temps, selon les tendances propres aux pays, selon le statut social des personnes et leur mode de vie.
Après une éclipse de près d'un siècle, la collerette revient à la mode dès la fin du XVIIIe siècle, sous Louis XVI, puis pendant la période du Premier Empire et sous la Restauration.

## À la Renaissance: godrons, fraise et collerette en éventail
Au milieu du XVIe siècle, ce tour de cou en lingerie est formé de godrons et évolue en fraise.
La fraise apparaît avec le déclin du grand décolleté carré. Au cours des années 1540, la poitrine et les épaules sont progressivement couvertes par une guimpe ou une pèlerine. Le col fait son apparition : la gorge se couvre d'une pièce de tissu montant qui cache peu à peu le cou sur toute sa hauteur. Les bords de ce col sont d'abord froncés, plissés (première image de gauche), puis, à la fin des années 1550, godronnés.

La collerette en éventail connaît dans les années 1580 son déploiement maximal. C'est à cette époque une mode propre à la cour de France, portée et mise en vogue par les reines Marguerite de Valois et Louise de Lorraine (ce type est respectivement représenté ci-dessous dans les deux médaillons de droite). Comme pour la fraise, la mode est aux plis plats.

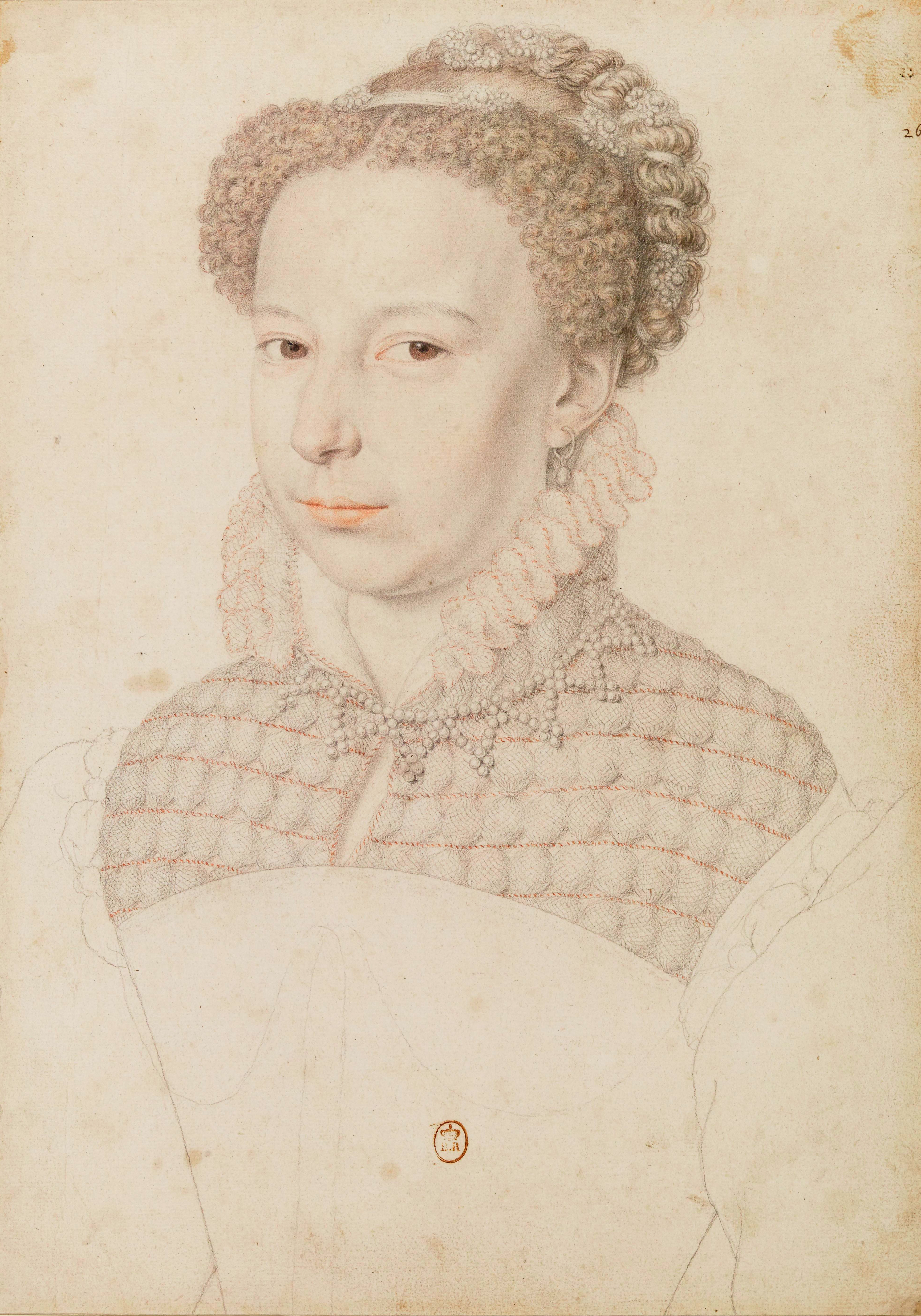
Marguerite de Valois, François Clouet, vers 1572, pierre et sanguine sur papier, 35,1X24,7, cabinet des estampes, Bibliothèque Nationale.
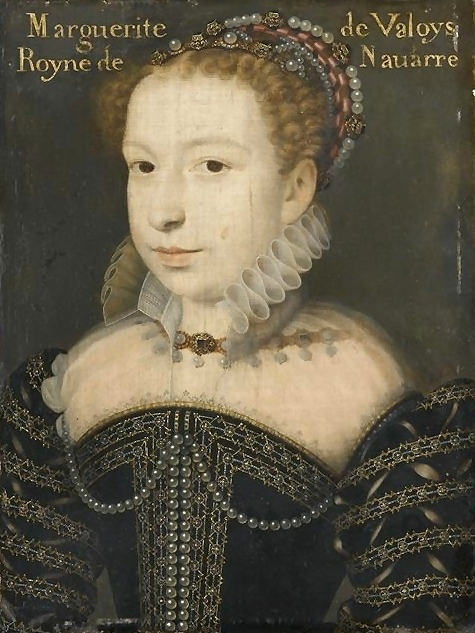
Marguerite de Valois reine de Navarre, vers 1572, François Clouet, huile sur bois, 29X22,5, musée Condé, Chantilly.
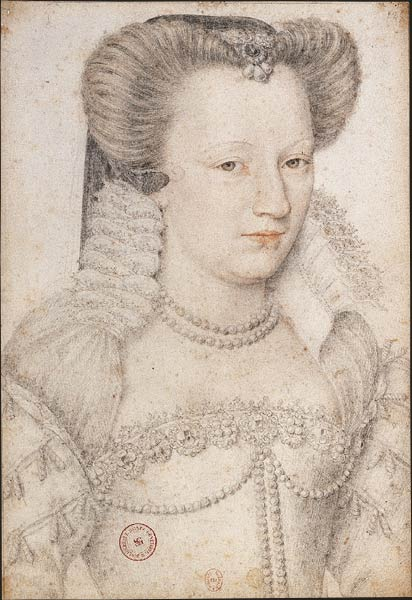
Louise de Lorraine, 1575, Jean Rabel, Pierre noire et sanguine, 33,7X23,1, Cabinet des estampes, Bibliothèque Nationale.
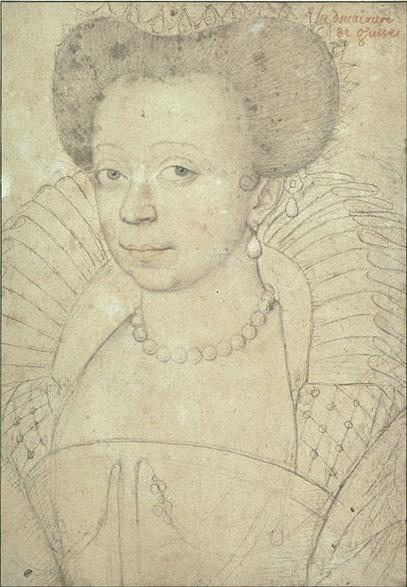
Marie de Guise, reine consort d'Angleterre et régente d’Écosse
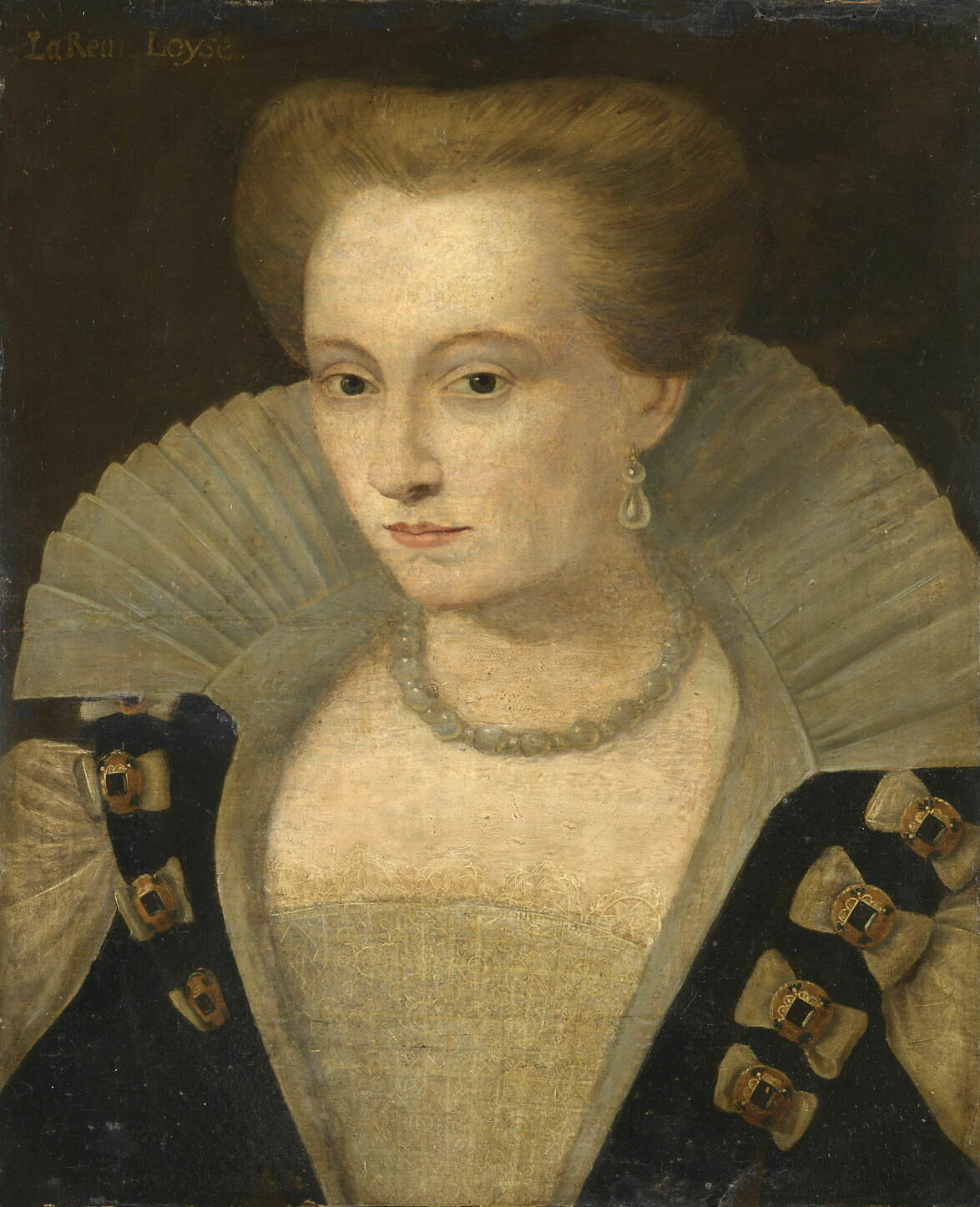
Louise de Lorraine, reine de France, vers 1583, Jean Rabel, huile sur bois, musée du Louvre.

## AuXVIIesiècle: « l'âge d'or » jusqu'aux années 1630
Au XVIIe siècle, deux modes de fraise se font concurrence. Il y a d'un côté la fraise classique à godrons, principalement portée dans les pays sous influence espagnole et de l'autre, la fraise à la confusion présentant plusieurs rangs de plis superposés et enchevêtrés les uns dans les autres, et qui est principalement portée dans les pays d'Europe du Nord.
Selon les goûts et les modes, la fraise à la confusion a adopté des formes différentes ; la galerie de portraits placée ci-dessous, présente les grandes phrases de sa transformation : réduction du diamètre, multiplication des plis, élargissement du diamètre et affaissement sur les épaules.
À la mode dès les années 1580, ce type de fraise semble s'imposer au XVIIe siècle, en particulier dans les années 1620, période pendant laquelle elle apparaît sur un grand nombre de portraits. Elle finit par disparaître, du moins pour la France, après 1630.

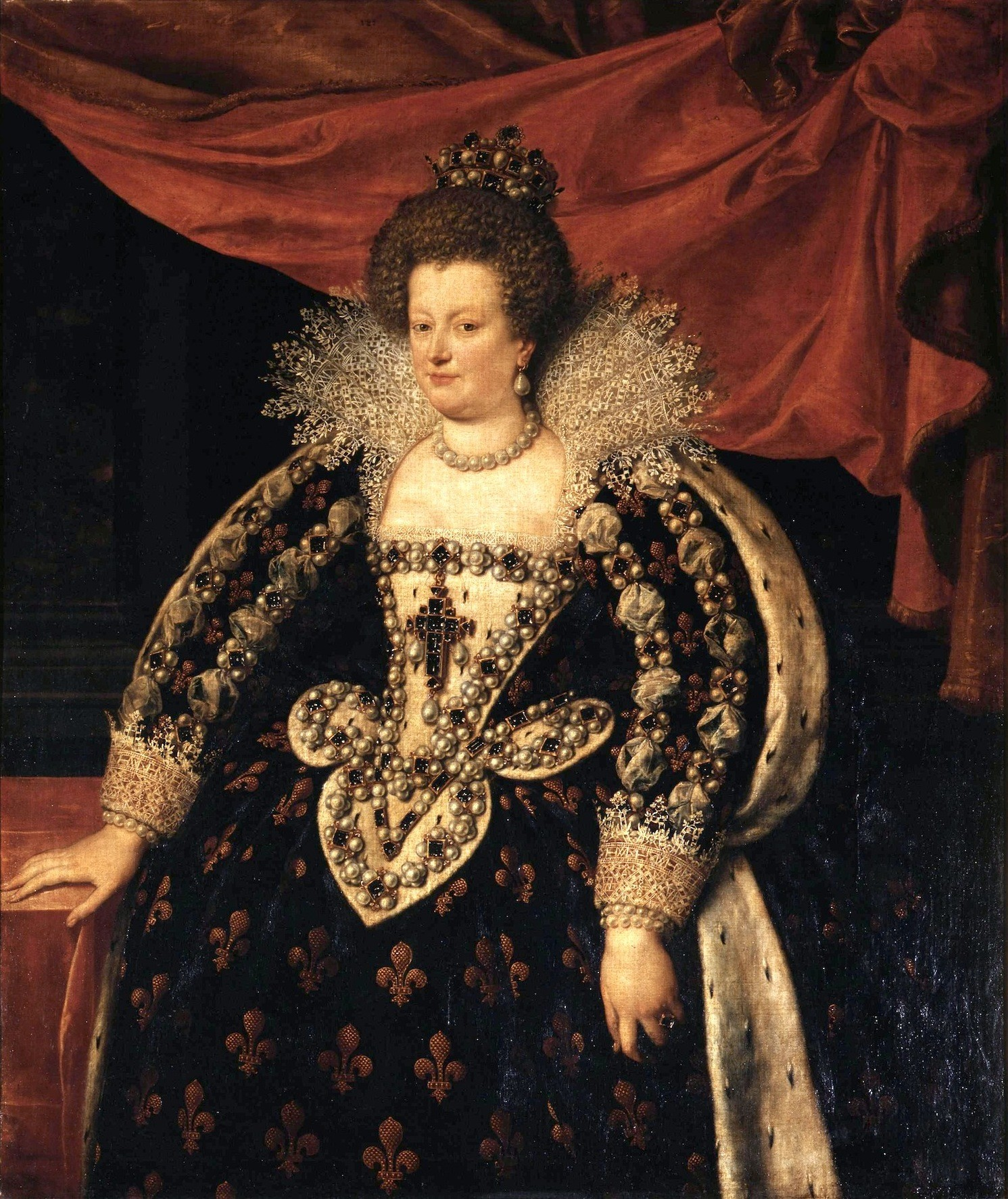
Marie de Médicis, huile sur toile, Frans Pourbus le Jeune, 1611, huile sur toile, 142X127cm, Galerie Palatine, Palais Pitti, Florence.
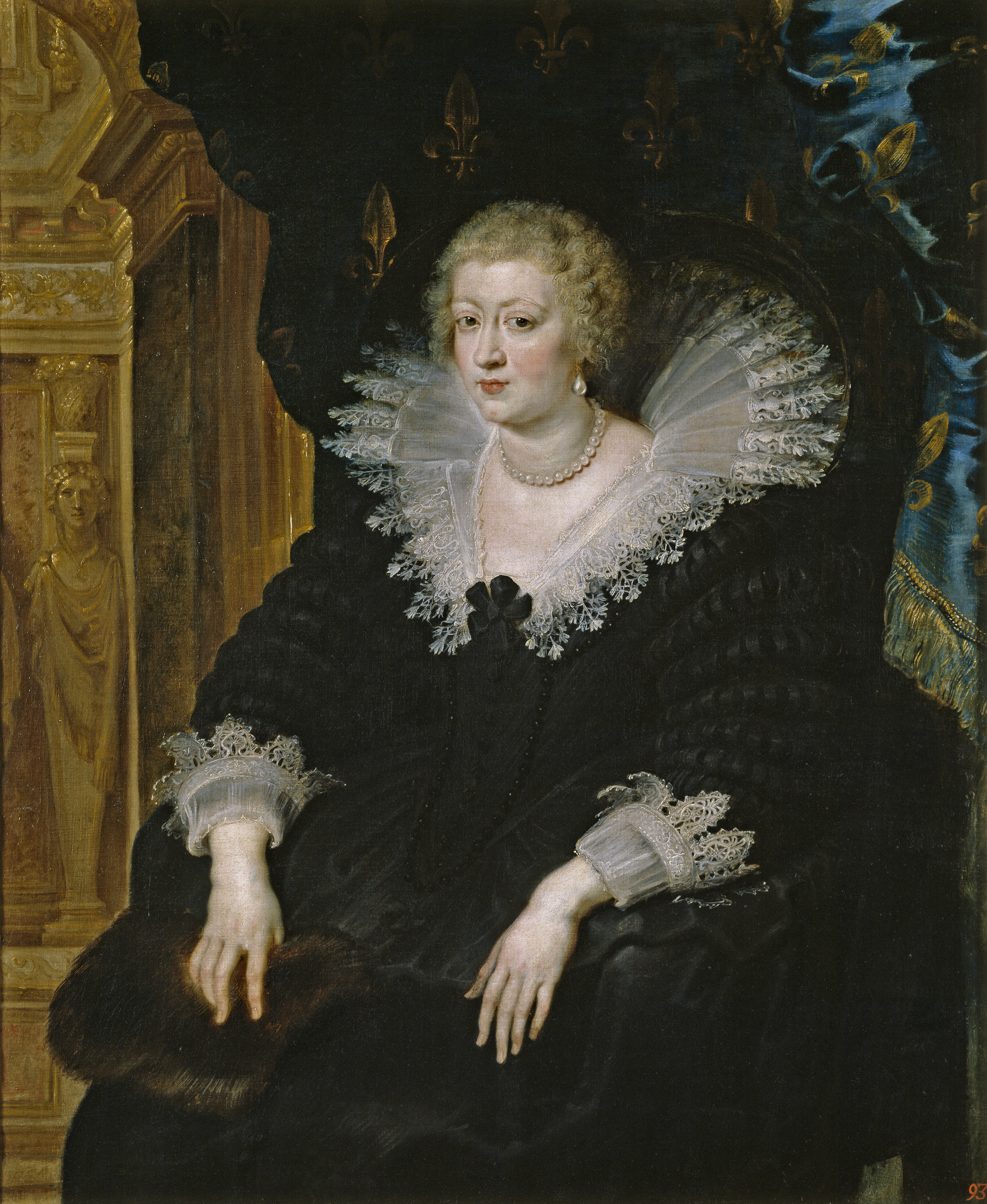
Anne d'Autriche par Rubens, huile sur toile, 1622, musée du Prado, Madrid.
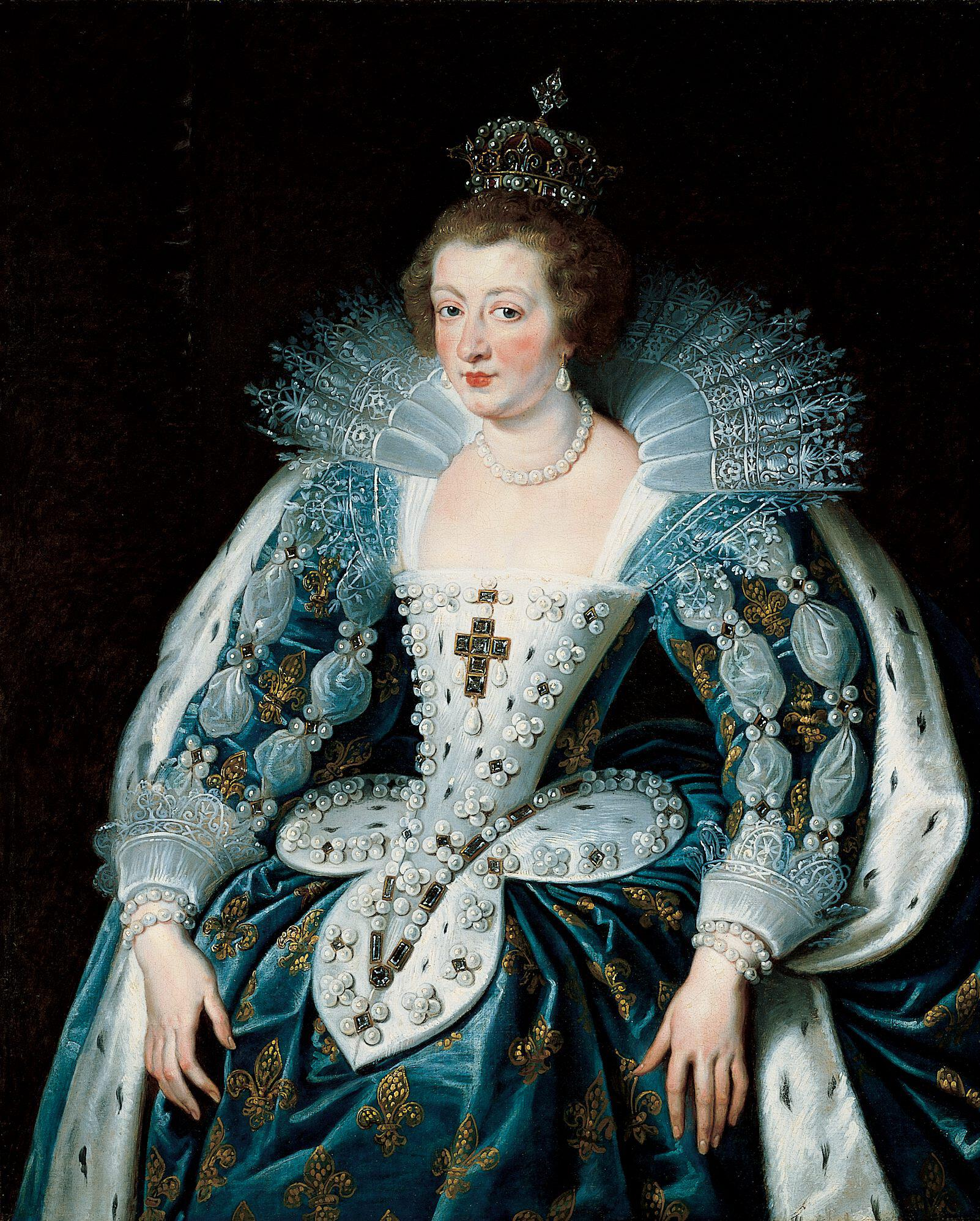
Anne d'Autriche par Rubens, 1622-1625, Norton Simon museum, Pasadena, Los Angeles.
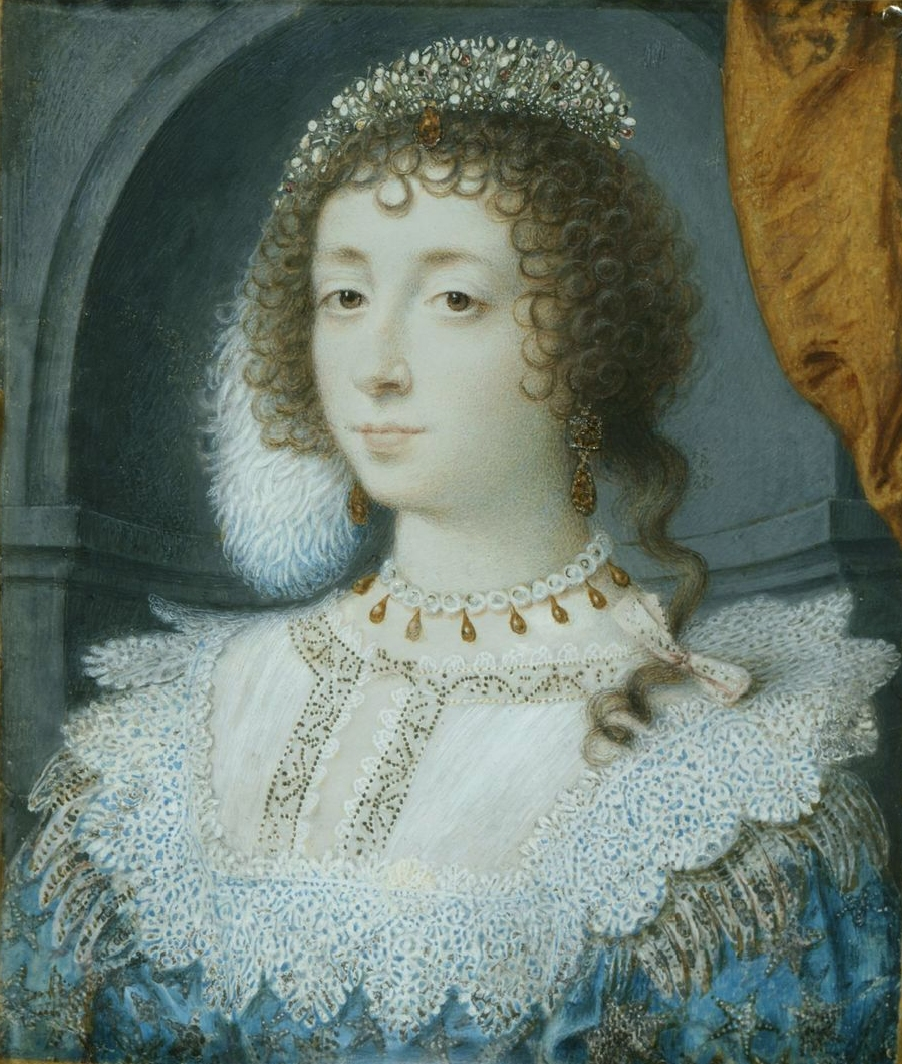
Henriette-Marie de France, reine consort d'Angleterre, miniature de John Hoskins

## AuXVIIIesiècle: un timide retour, le col à la Médicis »

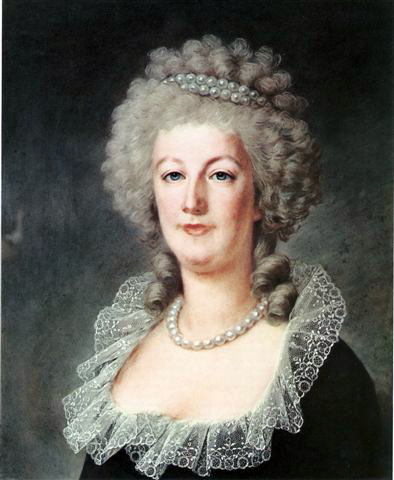
Portrait de Marie-Antoinette aux palais des Tuileries, par Alexandre Kucharski, 1790, Pastels, 57 x47cm, offert à Mme de Tourzel (Collection particulière)

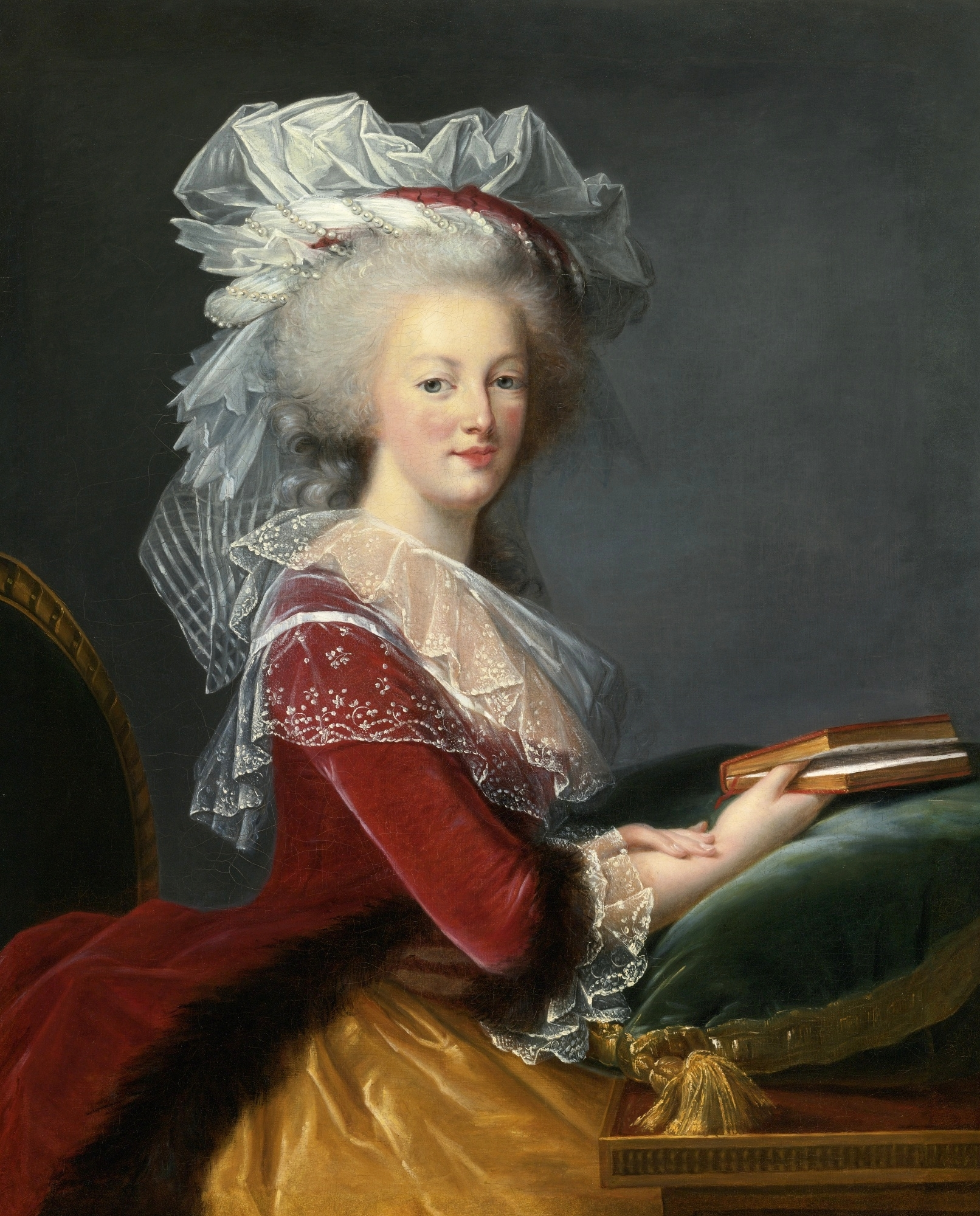
Portrait de Marie-Antoinette d'Autriche d'après une œuvre originale de 1785 réalisée par Élisabeth Vigée Le Brun, huile sur Toile, 101 X 85 cm (collection particulière)

Revenue peu à peu à la mode dès la fin du XVIIIe siècle sous le nom de « col à la Médicis », la collerette devint une charge peu connue à la cour de France. Elle désignait tout simplement la dame chargée d'agrafer cet accessoire de la parure autour du cou de nos princesses royales . 
Il s'agissait d'une vraie charge, honorifique certes mais lucrative, pour un geste bien minimaliste somme toute .  ...
Stigmatisant la multiplication des charges et des dépenses inutiles à la fin de l'Ancien Régime, ces Collerettes ne laissent de choquer le marquis de Bombelles :
« J'ai appris un des abus du service de nos princesses de la famille royale . Elles ont ce que l'on appelle une « collerette », qui a douze cents livres par an pour attacher la collerette du grand habit, comme si douze ou seize femmes de chambre et les autres personnes, tant de la chambre que de la garde-robe, ne pouvaient pas attacher cette collerette sans payer aussi chèrement une personne pour ce seul service . C'est une femme de chambre de Madame de Guéménée qui est collerette de Madame Elisabeth; une autre femme de chambre de Madame de Guéménée l'est de Madame, fille du Roi,; les gouverneurs et gouvernantes des Enfants de France ainsi que les premiers gentilshommes de la chambre, les dames d'honneur et dames d'atours, récompensent leurs gens en les plaçant dans les différentes maisons du Roi, de la Reine, de leurs enfants et des princes … »

## AuXIXesiècle: la chérusque
Réapparue dès le Consulat sur certaines toilettes, après la parenthèse de la Révolution et du Directoire, la collerette dressée, en dentelle ou en gaze, revient en force dès le Premier Empire.  
Il s'agit d'une "Grande collerette, souvent en toile de Hollande (alors réunie à la France), garnie de dentelle, formant éventail derrière la nuque et tombant sur les épaules." (Leloir 1961), "La chérusque suivit la fraise" (Leloir 1961) 

À cette époque, ce type de collerette est appelée la chérusque, nom féminin inspiré du peuple germain des Chérusques (latin Cherusci), puissante nation germanique au temps de la Rome antique et dont la région située autour de la Weser (entre l'Elbe et la forêt de Teutoburg) est alors contrôlée par l'empereur Napoléon Ier dans le cadre de la confédération du Rhin.

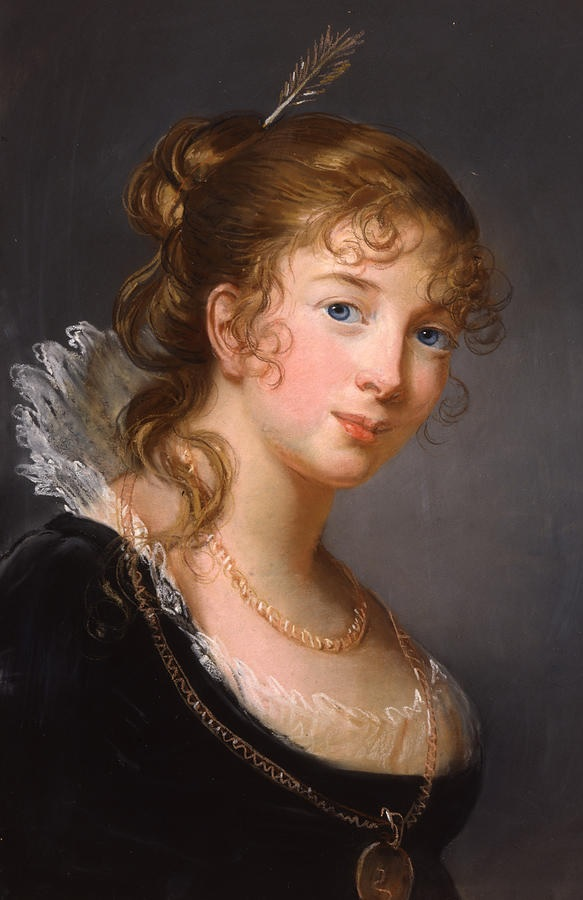
La princesse Frédérique-Louise de Prusse, Elisabeth Vigée-Le Brun, 1801, pastel sur papier.
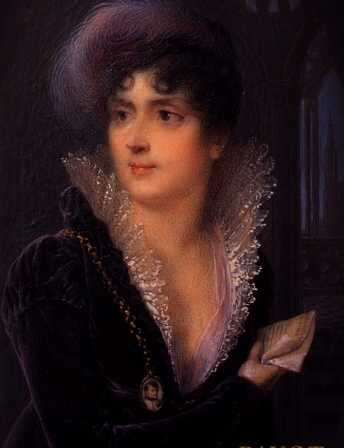
Joséphine de Beauharnais dans la cathédrale de Strasbourg (lisant le traité de Tilsit), Jean_Baptiste Isabey, 1805, miniature sur Ivoire, collection particulière.
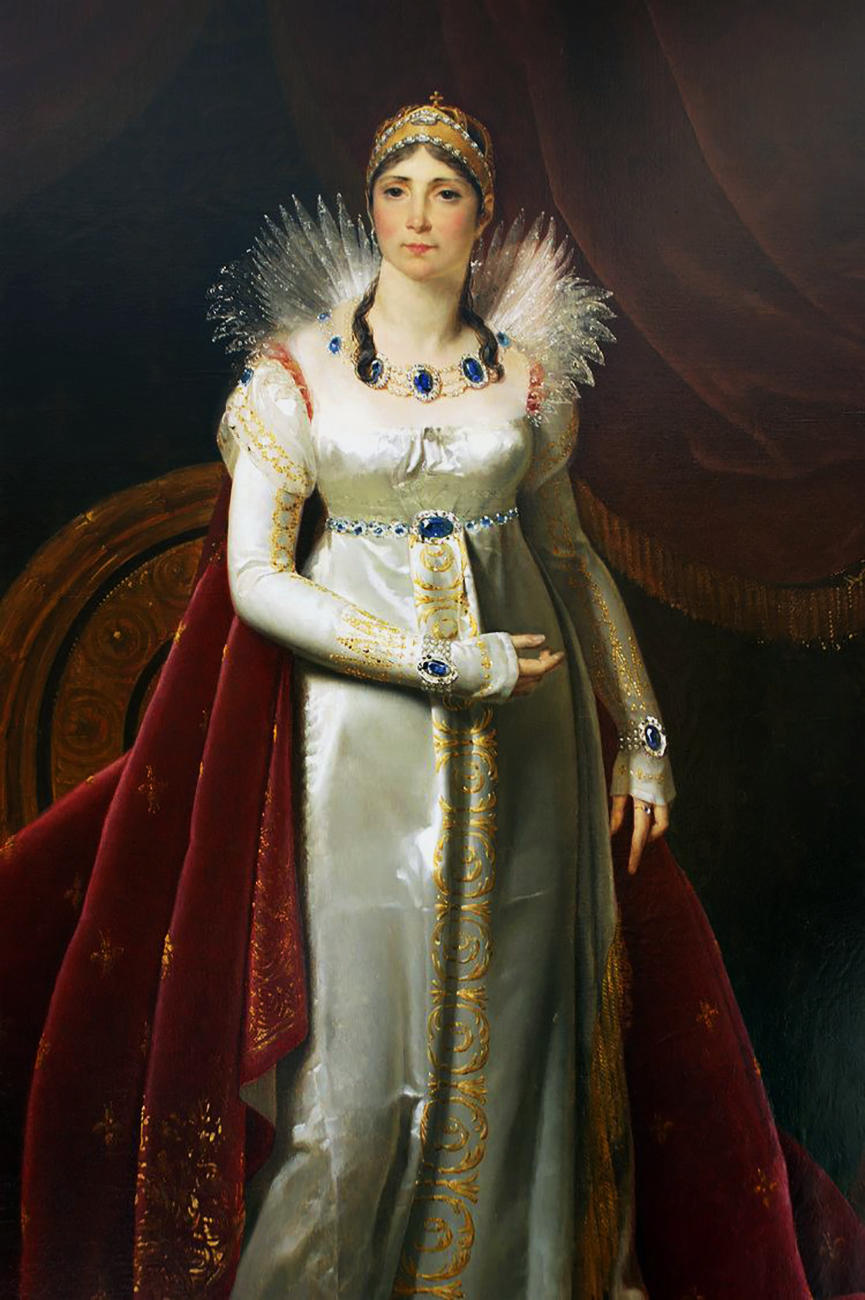
L'impératrice Joséphine en habit de cour et chérusque, Henri-François Riesener (1767-1828), 1806, Huile sur toile / H. 235 ; l. 130 cm (musée de la Malmaison).
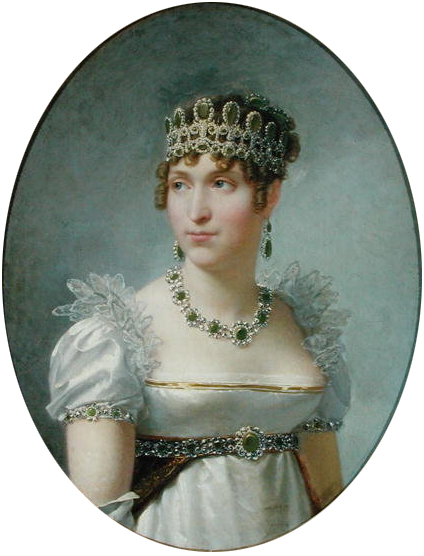
La reine Hortense (fille de Joséphine de Beauharnais) en habit de cour, Jean-Baptiste Regnault, vers 1810, huile sur toile, 73X59,5cm, Musée de Malmaison.

Si cette nouvelle parure reçut un engouement certain auprès de la gent féminine car elle permettait de casser avec la rigidité du costume Empire copiée de l'antiquité gréco-romaine, les railleries ne se firent pas attendre :
La chérusque est la graine d'épinard des mondaines; cette blonde légère, soutenue en l'air par des laitons savants, sera d'obligation et d'uniforme, […]. — (Jean-Lambert-Alphonse Colin, L'éducation militaire de Napoléon, 1900, p.18)
Hier je suis allé au bal masqué (...) J'avais un domino vénitien (...). Mais le plus beau, c'était la princesse C... avec une chérusque dans le dos de 1 m. 50. On disait qu'elle était déguisée en écran. Mérimée, Lettres à Madame de la Rochejacquelein,1857, p. 75.